# Christian Rothenberger
Christian Rothenberger, né le 11 mai 1868 à Buchs et mort le 21 septembre 1938 à Bâle, est une personnalité politique suisse, membre du parti radical-démocratique

## Biographie
Après avoir suivi ses études à Saint-Gall, Rolle, Yverdon-les-Bains, Genève et Bâle, il devient avocat en 1901, puis juge de 1902 à 1922. Politiquement, il siège au Grand Conseil du canton de Bâle-Ville de 1905 à 1920, puis au Conseil national de 1905 à 1909.
Pendant son mandat à Berne, il travaille à la mise en place de l'assurance-vieillesse et survivants sur lequel l'Assemblée fédérale et le Conseil fédéral se sont engagés. Qualifiant les assurances sociales de « moyen pour restaurer la confiance dans le capitalisme envers ceux qui seraient tentés par le socialisme », il présente, en 1919, une initiative fédérale qui prendra son nom et qui propose de financer le fonds des assurances grâce à l'impôt sur les profits de guerre ; soutenue par la gauche mais rejetée par son propre camp ainsi que par les milieux économiques, son initiative est refusée en votation populaire le 24 mai 1925 par 58,0 % des votants.